# 夔门

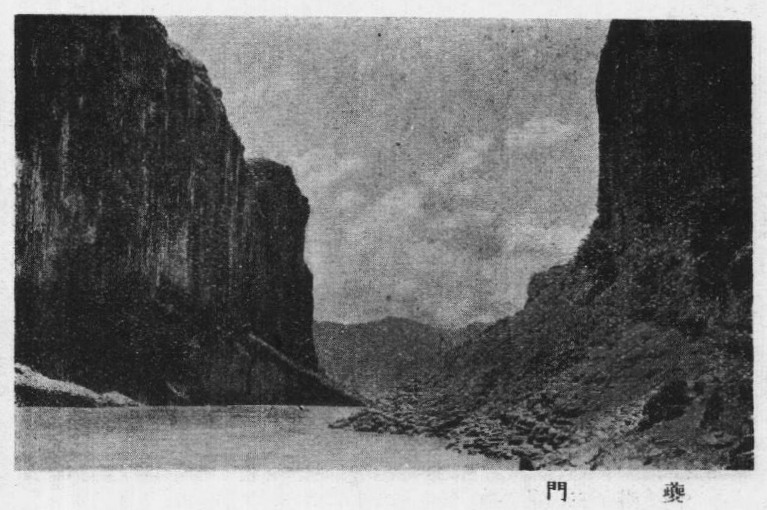
民國24年前之夔門

夔门，位于重庆市奉节县境内，是瞿塘峡的西端入口，最窄处仅几十米。夔门两侧的高山，南名“白盐山”，北曰“赤甲山”，第五套人民币10元背面即为夔门。

## 圖庫

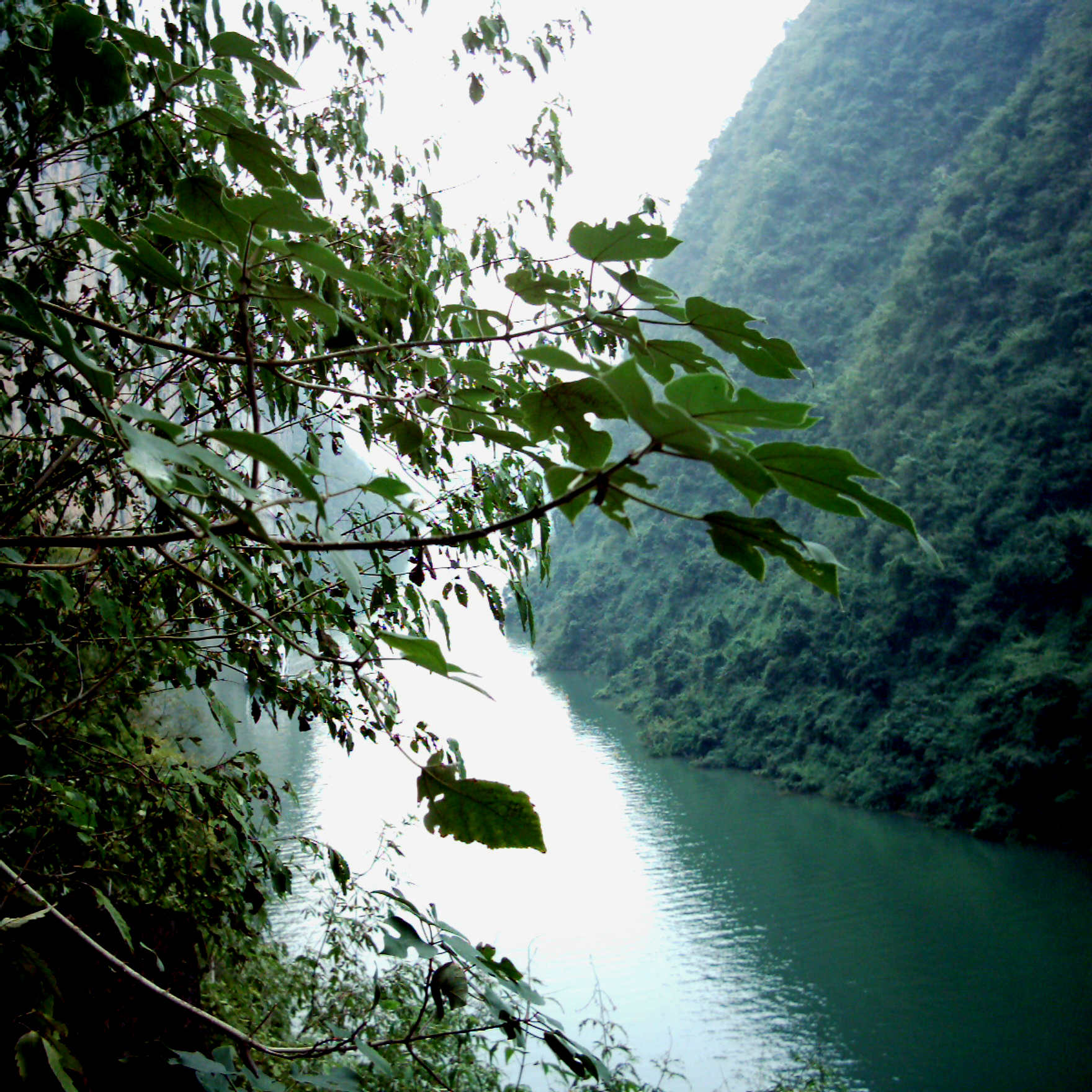
瞿塘深处
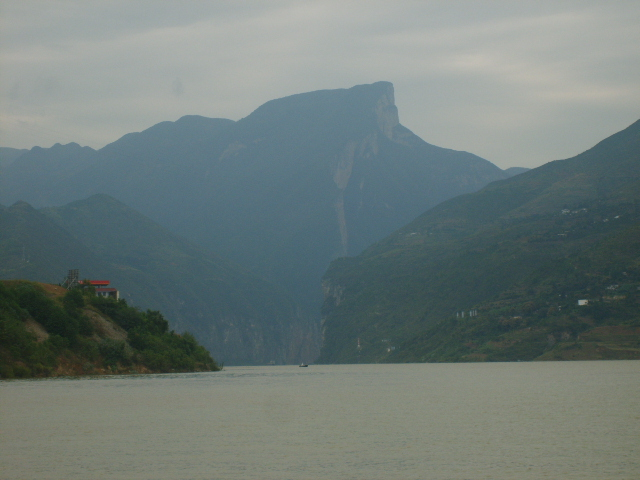
夔门 摄于2008年10月4日
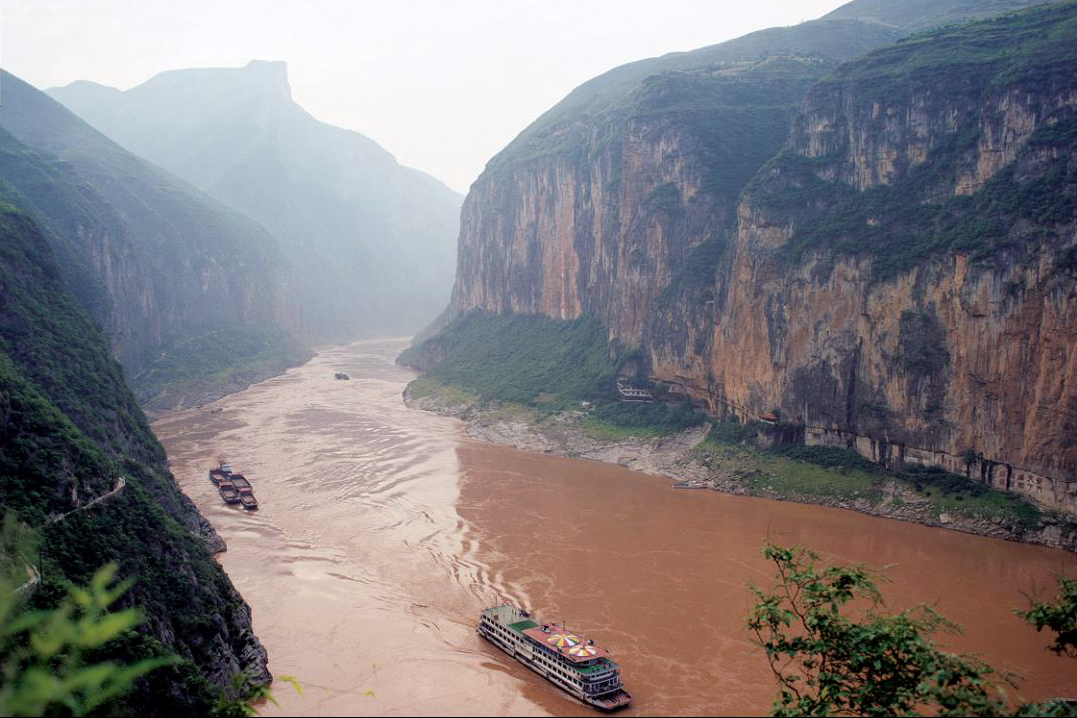
夔门
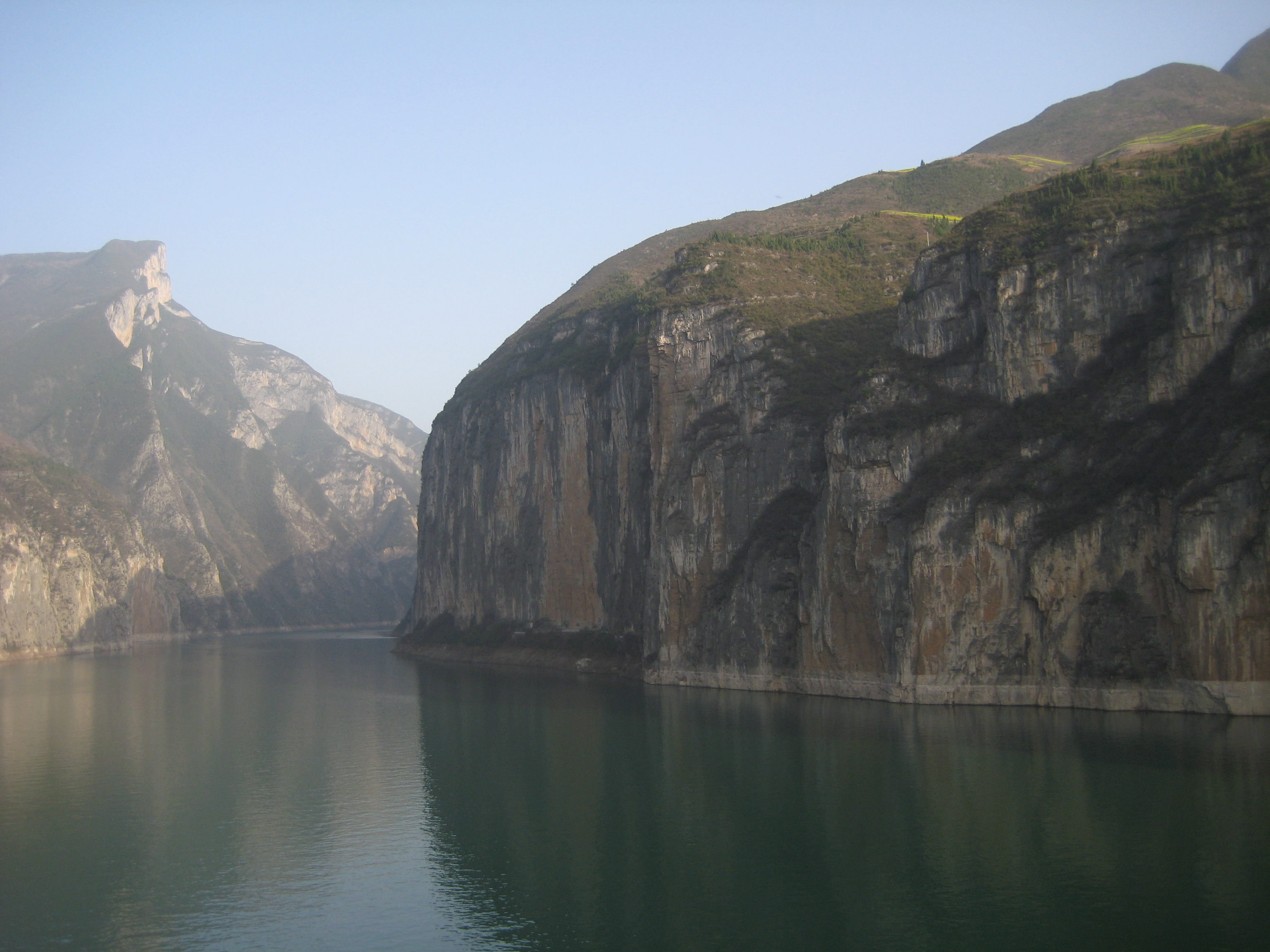
夔门
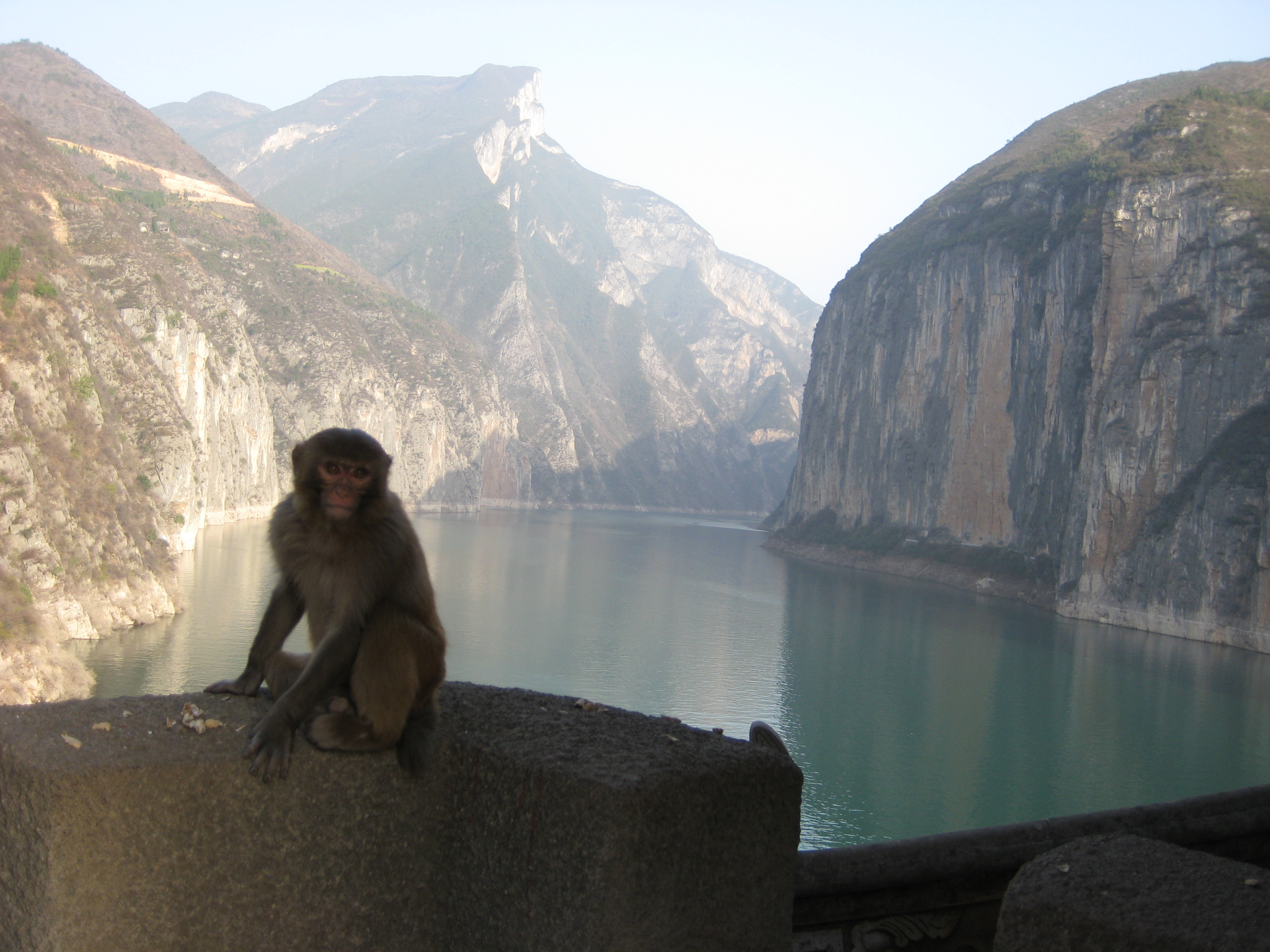
夔门和猴子
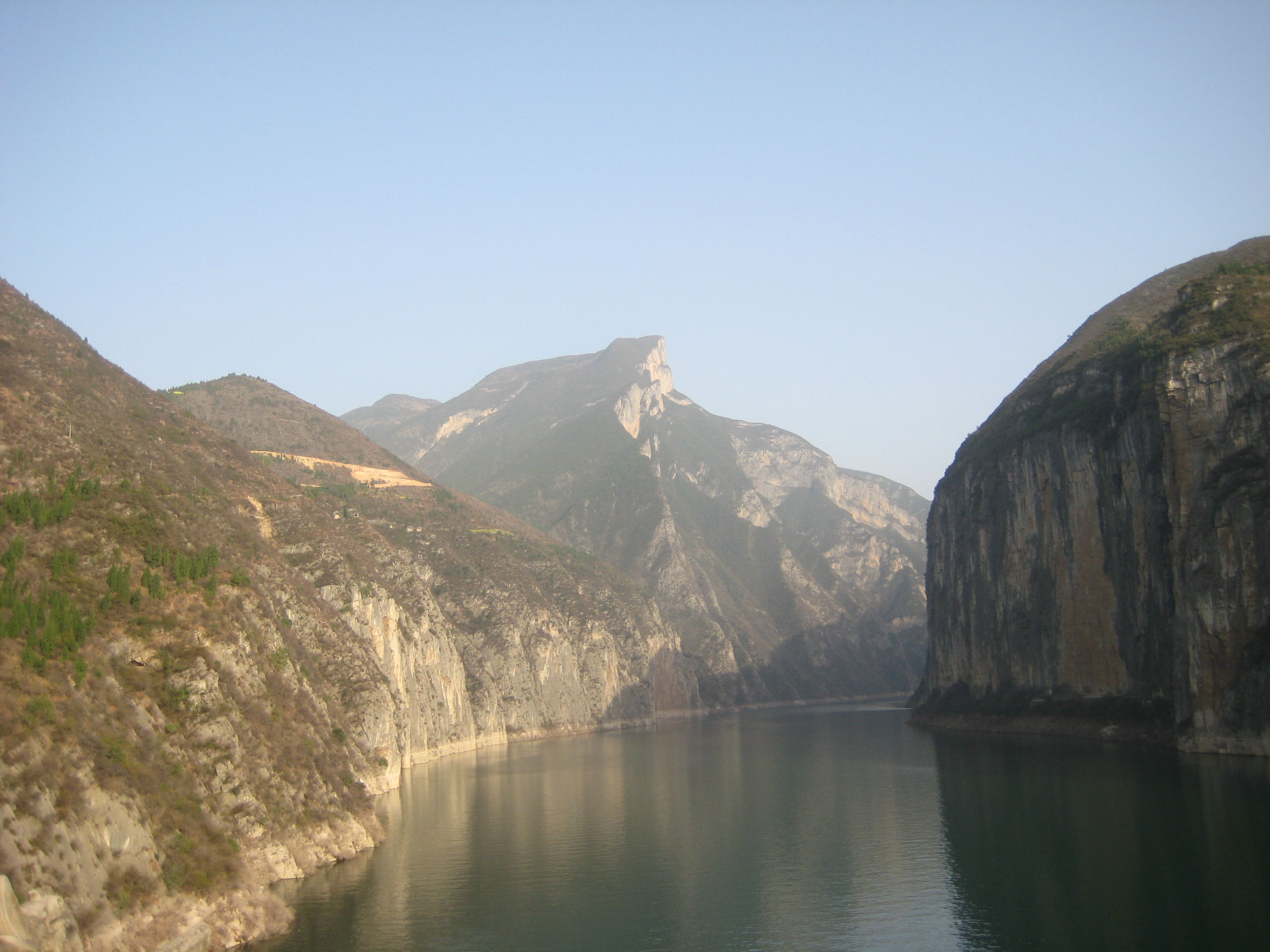
夔门
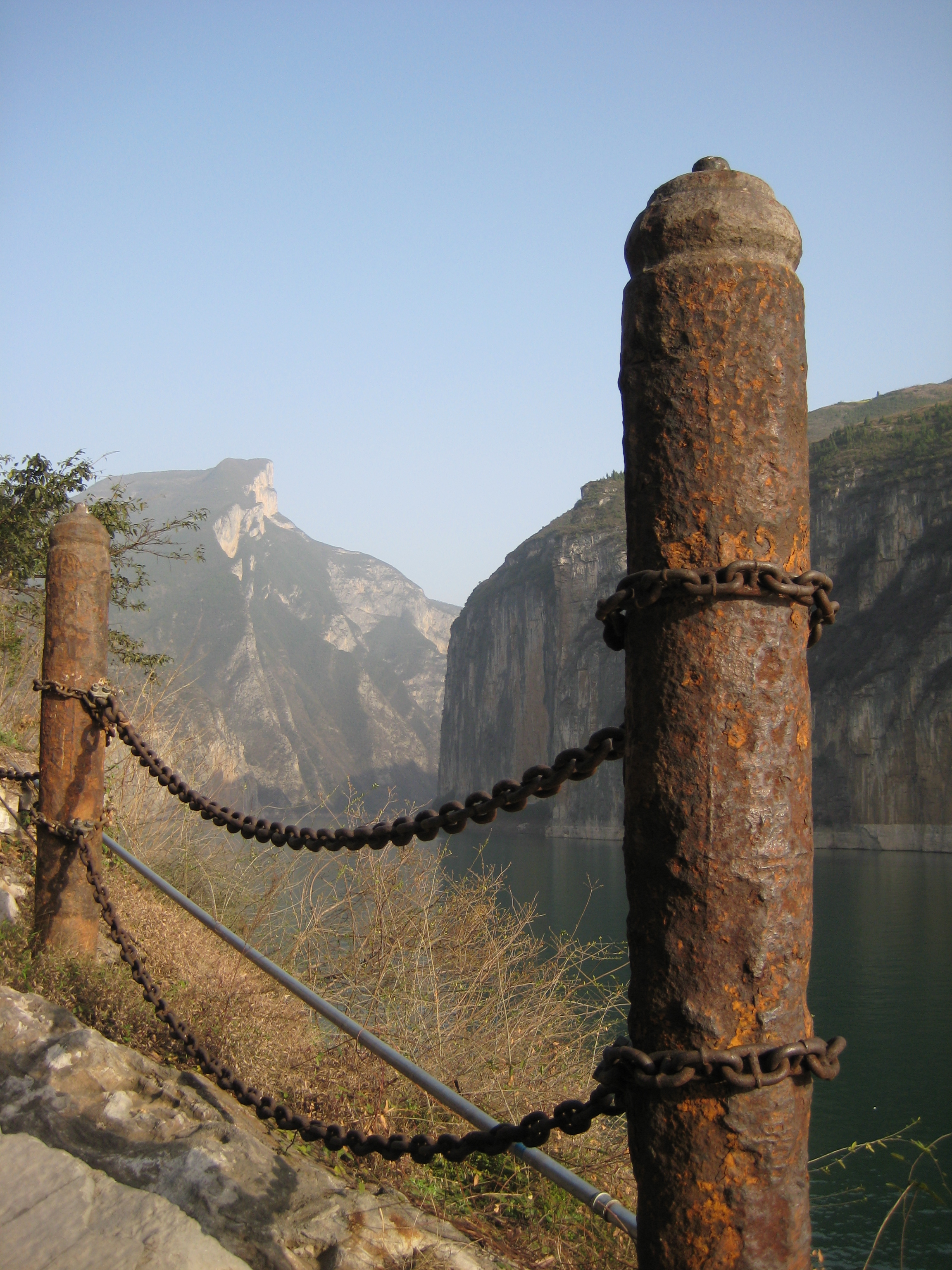
夔门古象馆左侧正对夔门的一块岩石上的锁江铁柱